# Tethocyathus minor
Tethocyathus minor is een rifkoralensoort uit de familie van de Caryophylliidae. De wetenschappelijke naam van de soort is voor het eerst geldig gepubliceerd in 1899 door John Stanley Gardiner.